# 東京都道408号八重洲宝町線
東京都道408号八重洲宝町線（とうきょうとどう408ごう やえすたからちょうせん）とは東京都中央区にある特例都道である。
外堀通りと面する東京駅八重洲口から、昭和通り・宝町交差点との短い区間を結ぶ。東京駅から一直線に伸びており、一般に八重洲通りと呼ばれる区間の一部である。東京駅八重洲口を起点とする路線バスや高速バスが通るルートにもなっている。

## 交差する主な道路
- 外堀通り（東京都道405号外濠環状線）
- 中央通り（国道15号）
- 昭和通り（東京都道316号日本橋芝浦大森線）

## 接続するバス路線
- 都バス東12系統
- 都バス東16系統